# Автошлях E422
Автошлях E422 — європейський автомобільний маршрут категорії Б, що проходить по території Німеччини та з'єднує міста Трір і Саарбрюкен.

## Маршрут
Весь шлях проходить через такі міста:
- -  E44 Трір
  -  E29,  E50 Саарбрюкен